# José Navarro Llorens

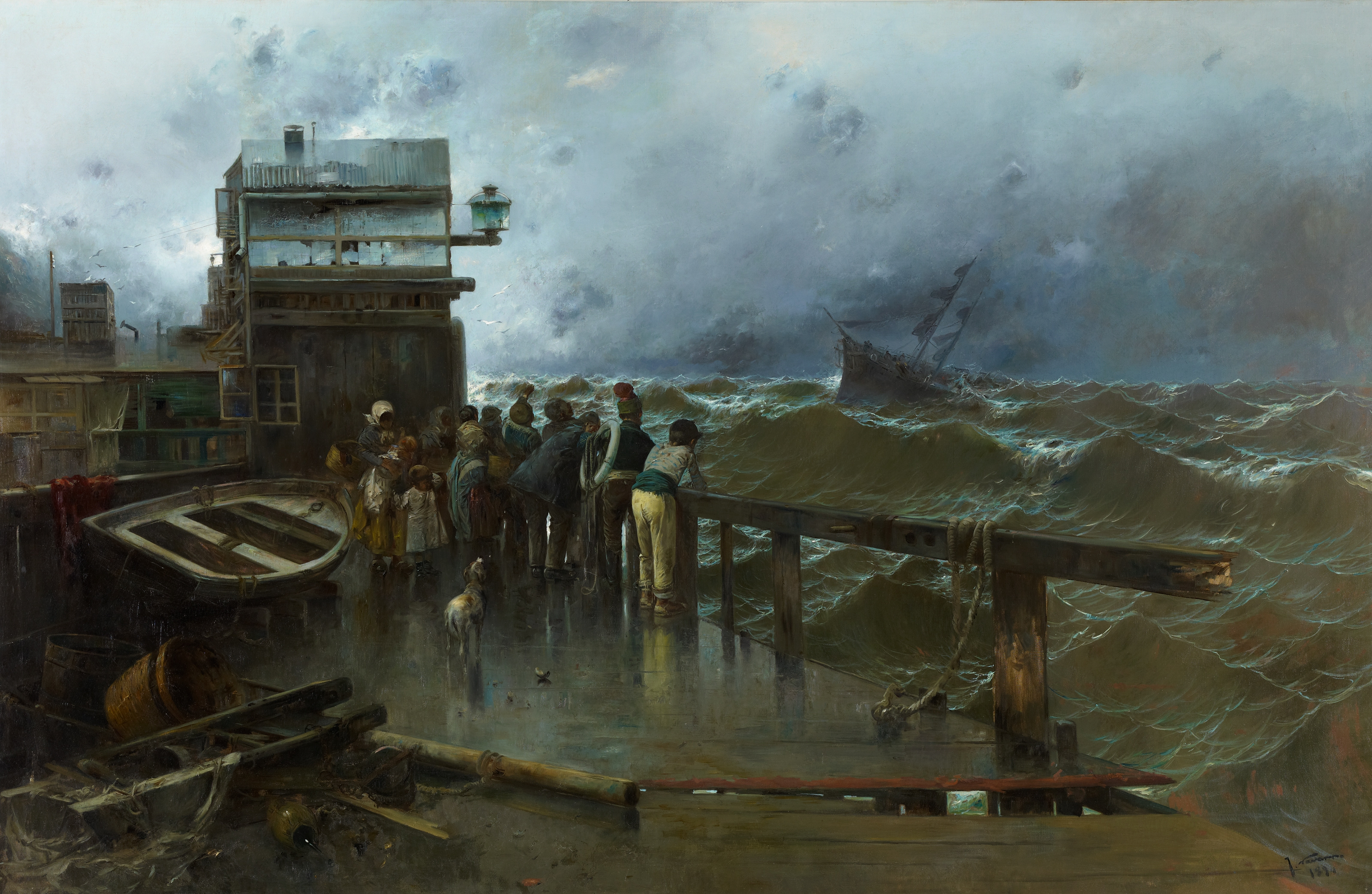
Amenaza de naufragio de Navarro Llorens, 1894, Óleo sobre lienzo (Museo Carmen Thyssen, Málaga)

José Navarro Llorens (Valencia, 1867-1923) fue un pintor español.

## Biografía
Admirador de Mariano Fortuny, fue quizá esta admiración lo que le impulsó a viajar a Marruecos en busca de temas norteafricanos y orientalizantes, pintor de pincelada corta y colorido vivo, peculiaridades que marcan su trabajo y estilo pictórico. Supo plasmar la radiante claridad levantina y el imponente sol del desierto, la luz centelleante sobre el mar y el rico cromatismo de los ambientes orientales. En 1908 realizó un viaje a Río de Janeiro, donde expuso sus obras y obtuvo gran reconocimiento.
En cuanto a la temática de sus obras, también destacan aquellos paisajes marinos, sobre todo los que poseen ese especial dramatismo relacionado con la vida en el mar, que son frecuentes en la España de 1890. Así destacan obras como Amenaza de naufragio de 1894 que se encuentra en el Museo Carmen Thyssen Málaga y que pudo ser la pintura que presentó a la Exposición Nacional de 1895, en la que recibió la Mención de Honor. También expuesta en ese museo, la Llegada de la pesca (1904-1910), obra inspirada en La vuelta de la pesca (1894) de Joaquín Sorolla, actualmente en el Museo de Orsay en París, y que constituye una muestra de porqué a este pintor es considerado por algunos autores como un discípulo del valenciano.